# Karbonisierung (Getränkeherstellung)

Ausperlendes Kohlenstoffdioxid, hier bei einem Mineralwasser

Die Karbonisierung von Getränken geschieht durch Zusetzen von Kohlenstoffdioxid (auch Kohlendioxid, CO2). Der Grund ist die Erhöhung des Erfrischungseffekts durch die Stimulation der Geschmackssinneszellen beim Trinken.
Bei der Karbonisierung wird Kohlenstoffdioxid unter hohem Druck in die Flüssigkeit eingepresst, wobei es zu etwa 0,2 % mit Wasser zu Kohlensäure reagiert, während sich der größte Teil als Gas im Wasser löst.
Karbonisierung wird in der Getränkeindustrie vornehmlich bei Limonaden, Sodawassern/Tafelwassern, Bier und Wein (Herstellung von Perl- und Schaumwein, sogenannte Imprägnierung) angewendet.
Kohlenstoffdioxid ist in natürlichem Mineralwasser oft bereits in der Quelle enthalten; bei Bier, Perl- und Schaumwein entsteht es auch durch natürliche Gärung. Da der Gehalt an Kohlendioxid aber je nach Quelle, Produktionsverfahren und gewünschtem Ergebnis nicht ausreicht, wird häufig zusätzlich exogenes Kohlendioxid zugesetzt.
Als Lebensmittelzusatzstoff trägt Kohlenstoffdioxid die E-Nummer E 290 und zählt zu den Konservierungsstoffen.
Im Privathaushalt wird mit Trinkwassersprudlern Kohlenstoffdioxid aus Druckpatronen in das aufzusprudelnde Getränk geleitet.